# Bassenthwaite
Bassenthwaite är en by och en civil parish i Cumbria i England. Orten hade 412 invånare år 2001.